# Галица, Шоте
Шоте Галица (алб. Shote Galica), урождённая Чериме Халил Радишева (алб. Qerime Halil Radisheva; 1895, Радишеве, Дреница — 1927, Фуше-Круя) — албанская националистка из движения повстанцев-качаков, целью которых было объединение всех албанских территорий и поддержка демократического национального правительства в Албании. Она была объявлена народной героиней Албании. В борьбе принимала участие под мужским именем Черим.
Она была сестрой шестерых братьев, вышла замуж за Азема Галицу в 1915 году. Галица вела двенадцатилетнюю вооружённую борьбу. Она участвовала в 1919 году в восстании в западной части Косово и с 1921 по 1923 год в борьбе с сербскими солдатами в Юнике. После смерти мужа в 1925 году она взяла на себя роль лидера партизанской армии. В июле 1927 года она вышла из партизанской войны и умерла через несколько месяцев в северной Албании. Она потеряла 22 члена семьи за период борьбы.
Известная её цитата:
Жизнь без знания, как война без оружия.